# Liudolf de Saxonia

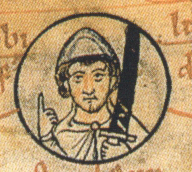
Genealogia dinastiei Ottoniene, cu Ludolf dux Saxonie în partea superioară, conform cronicii Sfântului Pantaleon, Köln, secolul al XII-lea

Liudolf (n. în jur de 805 - d. 12 martie 864 sau 866) a fost conte de Saxonia.
Liudolf era fiul contelui (Graf) Bruno (Brunhart) cu soția sa, Gisla de Verla; autorii ulteriori l-au numit ca duce al saxonilor răsăriteni (dux orientalis Saxonum, probabil începând din 850) și conte de Estfalia. Într-adevăr, Liudolf își extinsese posesiunile din Saxonia de est și a devenit conducător (dux) în timpul războaielor întreprinse de regele Ludovic Germanul din dinastia Carolingiană împotriva normanzilor și slavilor. Casa conducătoare a Franciei răsăritene (Germania, dinastia Ottoniană, este numită și dinastia Liudolfingilor pornind de la numele său, Liudolf fiind primul conducător consemnat al acestei dinastii.
Cândva înainte de anul 830 Liudolf s-a căsătorit cu Oda, fiică a princeps franci din neamul Billungilor. Oda a murit în 17 mai 913, se presupune că la impresionanta vârstă de 107 ani.
El a avut șase copii:
- Bruno, duce de Saxonia
- Otto "cel Ilustru", tatăl regelui Henric I "Păsărarul"
- Liutgarda, căsătorită cu regele Ludovic cel Tânăr în 874.[6]
- Hathumoda, abatesă
- Gerberga, abatesă
- Christina, abatesă[7]

Prin căsătoria sa cu fiica unui nobil franc, Liudolf a pus în practică sugestiile propuse de Carol cel Mare pentru păstrarea integrității Imperiului francilor.
În 845/846, Liudolf și soția sa au călătorit la Roma pentru a solicita papei Sergiu al II-lea permisiunea de a fonda lăcașuri instituite după modelul bisericii din Brunshausen în jur de 852 și mutate în 881 pentru a constitui abația Gandersheim. Fiica minoră a lui Liudolf, Hathumod, a devenit prima abatesă.
Liudolf este înmormântat în Brunshausen.